# مطبخ الإنويت

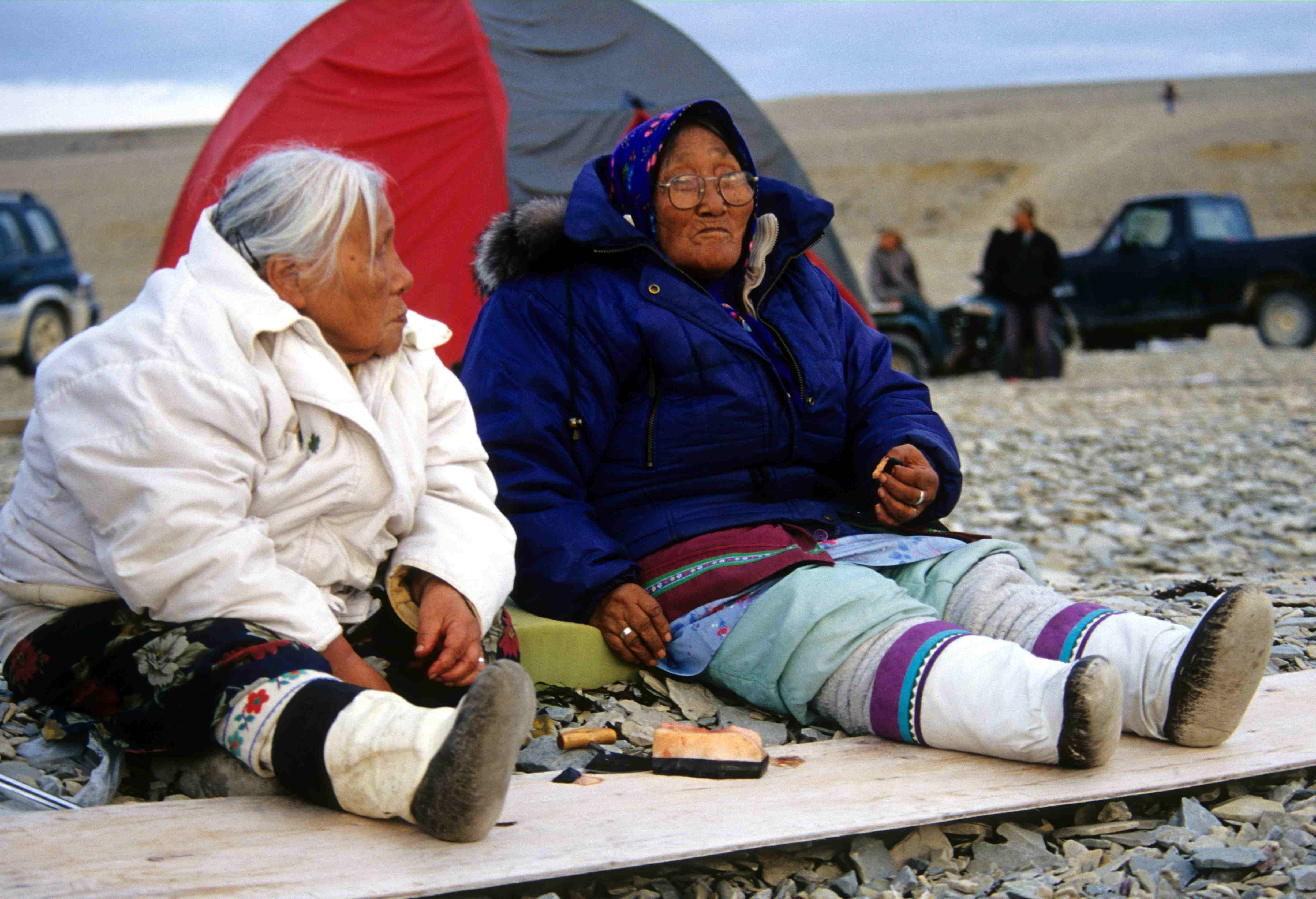
كبار السن من الإنويت وهم يأكلون الموكتوك

يستهلك الإنويت نظامًا غذائيًا من الأطعمة التي يتم صيدها وجمعها محليا.
وفقا لإدموند سيرلز في مقاله «الغذاء وصنع هويات الإنويت الحديثة»، فإنهم يستهلكون هذا النوع من الغذاء بسبب أن النظام الغذائي الغني باللحوم «فعَال في الحفاظ على دفء الجسم، وتقوية الجسم وجعله لائق بدنيًا مما يجعل هذا الجسم صحيًا».

### تقاسم الغذاء في المجتمع

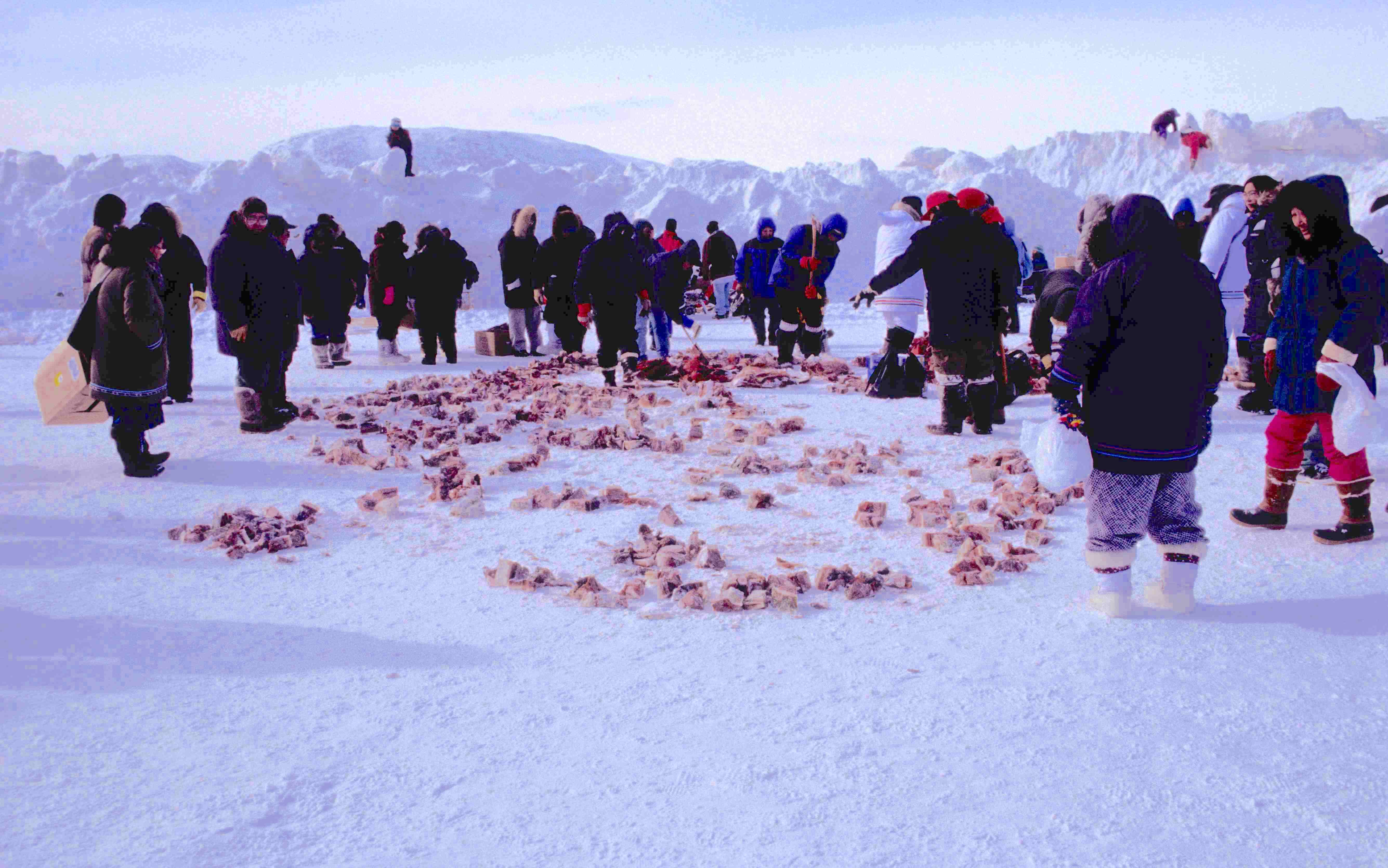
مشاركة لحم الفظ القديم المجمد بين عائلات الإنويت

## الفوائد المدركة ومعتقدات النظام الغذائي

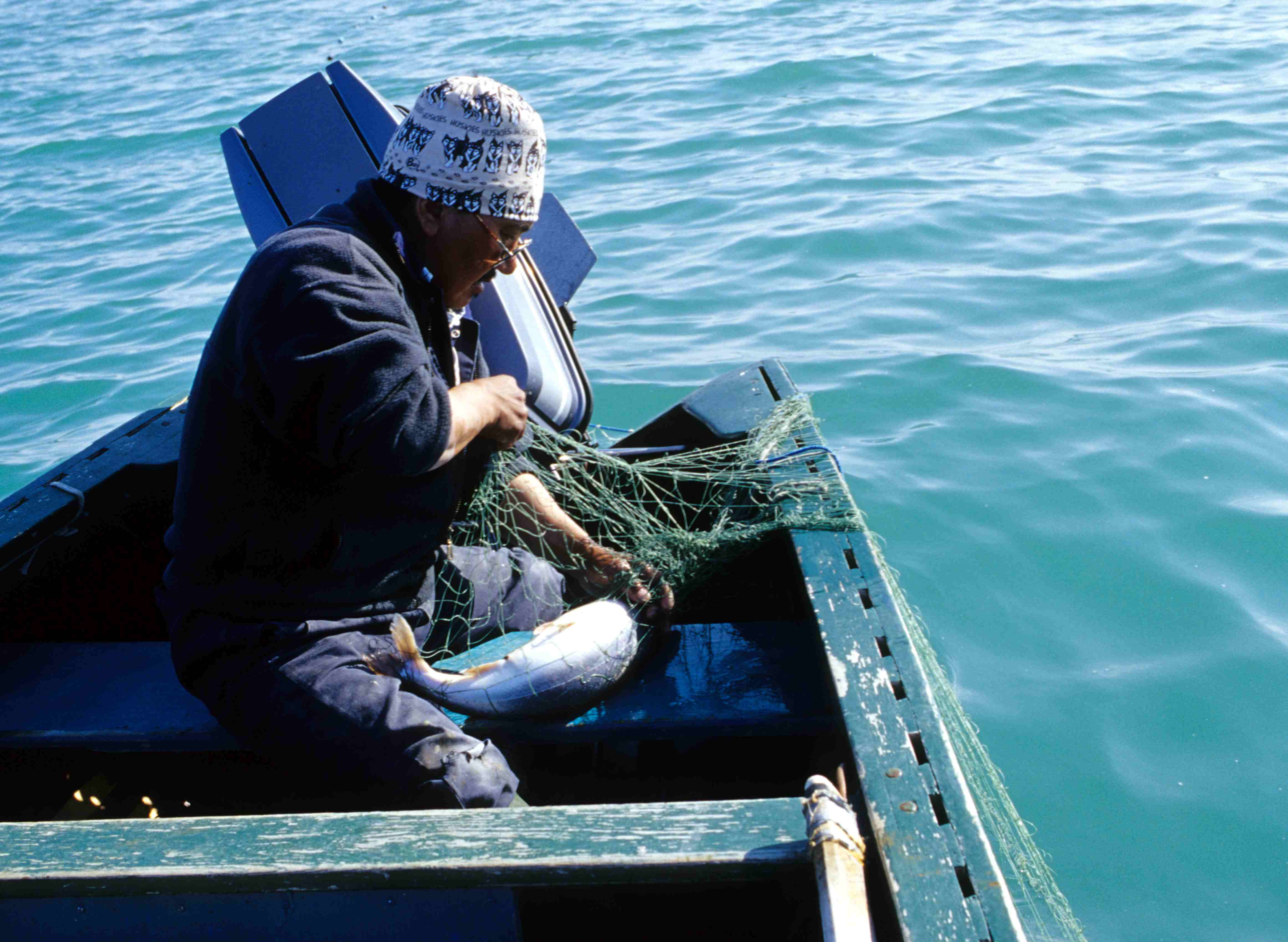
اصطياد شار القطب الشمالي